# 大阪市立大池小学校
大阪市立大池小学校（おおさかしりつ おおいけしょうがっこう）は、大阪府大阪市生野区にある公立小学校。

## 概要
1931年に開校した大阪市立中川小学校を前身とする。2021年の学校再編により、大阪市立御幸森小学校と大阪市立中川小学校を統合し、従来の中川小学校の校舎・校地を継承し名称変更する形で大阪市立大池小学校が発足した。さらに2022年には大阪市立舎利寺小学校の一部を統合した。
2022年度より、大阪市立大池中学校とともに、連携型小中一貫教育を実施する「小中一貫校大池学園」を構成する1校へと改編される。校舎・校地は小中学校とも従来のものを引き続き使用しながら、小中学校で連携して教育にあたることになっている。

## 沿革
前身校の中川小学校は、従来の大阪市鶴橋第四尋常小学校（のちの大阪市立御幸森小学校）と大阪市小路尋常小学校（現在の大阪市立小路小学校）の校区を再編し、1931年に大阪市中川尋常小学校として開校した。1947年以降大阪市立中川小学校となった、

### 学校統廃合
2010年代になると、大阪市では児童数が減少し、学校の再編が検討されるようになった。
大阪市学校適正配置審議会は2010年2月、「今後の学校配置の適正化の進め方について（答申）」を出した。答申によると、小規模校では単学級が固定化することにより児童間の人間関係が固定化する状況が生まれること、また教員の配置が少なくなり同学年の教員での指導方法の打ち合わせなどができなくなったり一人で複数の校務を分担することになるなどの負担が出るなど、デメリットがあるとして、一定の規模を下回る状況が続くと見込まれる学校については、近隣校との統廃合も含めた再編を検討するとした。統廃合対象校の選定については、児童数・学級数・将来的な児童数の推移予測などの複数の基準を示し、基準ごとに優先順位を付けて着手するとした。
この状況を受けて、生野区役所は2016年、生野区西部地域学校再編整備計画」を打ち出した。生野区では他の区以上に児童数の減少と小規模校化が進んでいることを受けて、他の区に先駆けて具体的な学校名を挙げて再編構想を具体化したものとなった。生野区のうち区西部地域において、小規模校化している地域の小学校と中学校を再編して、各小学校と中学校を「一小一中」で対応させる形で小中連携教育を実施する構想を策定した。このことに伴い、中学校区を単位とした学校再編が持ち上がった。
大阪市立大池中学校および同中学校校区内の小学校3校（中川・御幸森の2小学校区と、舎利寺小学校校区の一部）についても、再編構想が具体化されることになった。再編構想のなかで、大池中学校区内の小学校3校を1校に統合することが提案された。
そのうち舎利寺小学校については卒業生の進学先中学校が大阪市立大池中学校と大阪市立生野中学校の2校に分かれるため、生野中学校校区での学校再編の取り組みの状況を見ながら対応を検討するとした。一方で、関係校での児童数減少と小規模校化の状況が進んだため、段階的な学校統合をおこなうとして、2019年度より御幸森小学校と中川小学校との再編議論を先行させることにした。
再編構想がまとまり、2021年には御幸森小学校と中川小学校を統合し、従来の中川小学校の校地を利用する形で大阪市立大池小学校へと改編した。
さらに生野中学校区の側でも学校再編構想がまとまったこともあり、舎利寺小学校を2022年3月に閉校し、2022年度より従来の舎利寺小学校の校区を分割する形で、舎利寺小学校の校区のうち大池中学校に進学していた地域を統合して大池小学校の校区に編入することになった。
さらに2022年4月より、大池中学校と大池小学校で小中一貫教育を実施し、校地は小中学校ともに従来の敷地をそのまま使用する形で小中学校を総称して「小中一貫校大池学園」とすることになった。

### 年表
- 1931年4月1日 - 大阪市中川尋常小学校が開校。
- 1941年4月1日 - 国民学校令により、大阪市中川国民学校に改称。
- 1944年 - 奈良県生駒郡郡山町・矢田村（現在の大和郡山市）に集団疎開。
- 1947年4月1日 - 学制改革により、大阪市立中川小学校に改称。
- 1950年6月 - 民族学級を設置。
- 2021年4月1日 - 大阪市立御幸森小学校を統合。大阪市立大池小学校に改編。
- 2021年6月26日 - 大池小学校の開校式を実施。
- 2022年4月1日 - 連携型小中一貫教育を開始。大阪市立舎利寺小学校の校区の一部を編入。

## 通学区域
- 大阪市生野区 鶴橋4丁目（一部）、鶴橋5丁目（一部）、桃谷4-5丁目、勝山北4丁目（一部）、勝山北5丁目、中川1丁目-6丁目、中川西1丁目-3丁目、勝山南4丁目（一部）、田島1丁目（一部）。（中川地域・御幸森地域と、舎利寺地域の一部）
卒業生は大阪市立大池中学校に進学する。

## 交通
- 近鉄大阪線・奈良線 今里駅 南西へ約1km。
- いまざとライナー 中川西公園前停留所。
- 大阪シティバス 生野中央病院前バス停、中川西公園前バス停、中川2丁目バス停。